# Volker Finke
Volker Finke (n. 24 martie 1948) este un fost fotbalist german și un antrenor care antrenează Echipa națională de fotbal a Camerunului. A fost antrenorul echipei SC Freiburg timp de 16 ani.